# CeCe Winans
Priscilla Marie Winans Love, zawodowo znana jako CeCe Winans (ur. 8 października 1964 w Detroit) – amerykańska śpiewaczka muzyki gospel. Jest najlepiej sprzedającą się na świecie artystką muzyki gospel. Zdobyła 15 Nagród Grammy (spośród 31 nominacji) i sprzedała ponad 12 milionów płyt.
CeCe Winans wychowała się w wielodzietnej, afroamerykańskiej rodzinie z tradycjami muzycznymi. Swoje umiejętności ćwiczyła w rodzinnym Kościele zielonoświątkowym. 
W 1995 roku w duecie z Whitney Houston nagrała piosenkę „Count On Me”. Singiel uzyskał złoty certyfikat w USA i zajął 8. miejsce na liście Billboard Hot 100.  
W 2012 roku wraz z mężem założyli kościół w Nashville – Nashville Life Church, gdzie pełnią funkcję starszych zboru. Oprócz służby w kościele CeCe Winans przeprowadza trasy koncertowe po całych Stanach Zjednoczonych.   

## Dyskografia
- 1995 – Alone in His Presence
- 1998 – Everlasting Love
- 1998 – His Gift
- 1999 – Alabaster Box
- 2001 – CeCe Winans
- 2003 – Throne Room
- 2005 – Purified
- 2008 – Thy Kingdom Come
- 2010 – Songs of Emotional Healing
- 2017 – Let Them Fall in Love
- 2018 – Something's Happening